# Elsau
Elsau är en ort och kommun i distriktet Winterthur i kantonen Zürich, Schweiz. Kommunen har 3 766 invånare (2023).
I kommunen finns även ortsdelarna Räterschen, Rümikon och Schottikon. I Räterschen och Schottikon finns järnvägsstationer för Zürichs pendeltåg linje S35.